# Afribactrus
Afribactrus stylifrons es una especie de araña araneomorfa de la familia Linyphiidae. Es el único miembro del género monotípico Afribactrus.

## Distribución
Es un endemismo de Sudáfrica. 